# Hypocala andamana
Hypocala andamana är en fjärilsart som beskrevs av Alfred Ernest Wileman 1923. Hypocala andamana ingår i släktet Hypocala och familjen nattflyn. Inga underarter finns listade i Catalogue of Life.